# エレア・パーク
エレア・パーク（L.A. Park、1965年11月14日 - ）は、メキシコのプロレスラー。
コアウイラ州モンクローバ出身。本名、アドルフォ・マルガリート・タピア・イバーラ（Adolfo Margarito Tapia Ibarra）。
かつてはラ・パルカ（La Parka）として活動していた。ニックネームは骸骨仮面。
エル・イホ・デル・シエン・カラスは兄弟ではないかといわれている。叔父にボラドール改めスペル・パルカ。従弟にボラドール・ジュニア。息子はブラック・スピリット。

## 来歴
アルベルト・モーラやラウル・レイエスのコーチを受け、1982年に本名でデビュー。1985年2月17日のエル・ミネロ時代にクライマックス2号にコントラマッチで敗れ素顔になる。1988年8月3日のエル・アサシノ・デ・テピート時代にもアストロ・デ・オロに敗れ素顔になっている。1991年6月26日のインバーソル・デル・ノルテ時代にもストゥーカに敗れ素顔になっている。1992年5月にAAAの旗揚げ戦にルードの骸骨コスチューム「ラ・パルカ」として登場。1994年にナショナル・ライトヘビー級を奪取。同年11月、新日本プロレスの『AAAルチャ・ワールド』に初来日。
1995年5月にWCWと契約。1998年の結成のエディ・ゲレロを中心としたLWO（ラティーノ・ワールド・オーダー）のメンバーとして活躍。2000年にWCW解雇。2002年に全日本プロレス・ファンタジーファイトWRESTLE-1に来日、2003年11月にも全日本プロレスに来日。ラ・パルカ・オリジナルとして、パルカ・ゲレーラと組んで、世界最強タッグ決定リーグ戦に参戦した。
そのほかにもCMLL、XPW、MLW、AWAなどを転戦。2004年には、LA Par-Kの名でTNAに参戦
メキシコではAAAを退団したため同団体が「ラ・パルカ」の商標権を持つため名前が使えず、エレア・パークの名でCMLLに登場。
2008年はCMLL、2009年からはAAAに復帰。しかし、AAAに「ラ・パルカ」として活動するレスラーがいるため、AAAでもエレア・パークの名前を継続使用している。

## 得意技
スピアー
ラ・パーキネーター
コークスクリュー・ムーンサルト
スカルボム
サンセットフリップの体勢からパワーボムを仕掛ける。
スカイツイスタープレス
延髄斬り
スピニングヒールキック
エルボー

## 獲得タイトル
AAA
- IWC世界ヘビー級王座 : 1回
- AAAラテンアメリカ王座 : 1回
- メキシコナショナルライトヘビー級王座 : 4回

CMLL
- CMLL世界タッグ王座 : 1回

w / ショッカー
WWA
- WWAライトヘビー級王座 : 2回

他、メキシコの団体のタイトルを多数獲得。

## 入場曲
- スリラー - マイケル・ジャクソン